# Горст

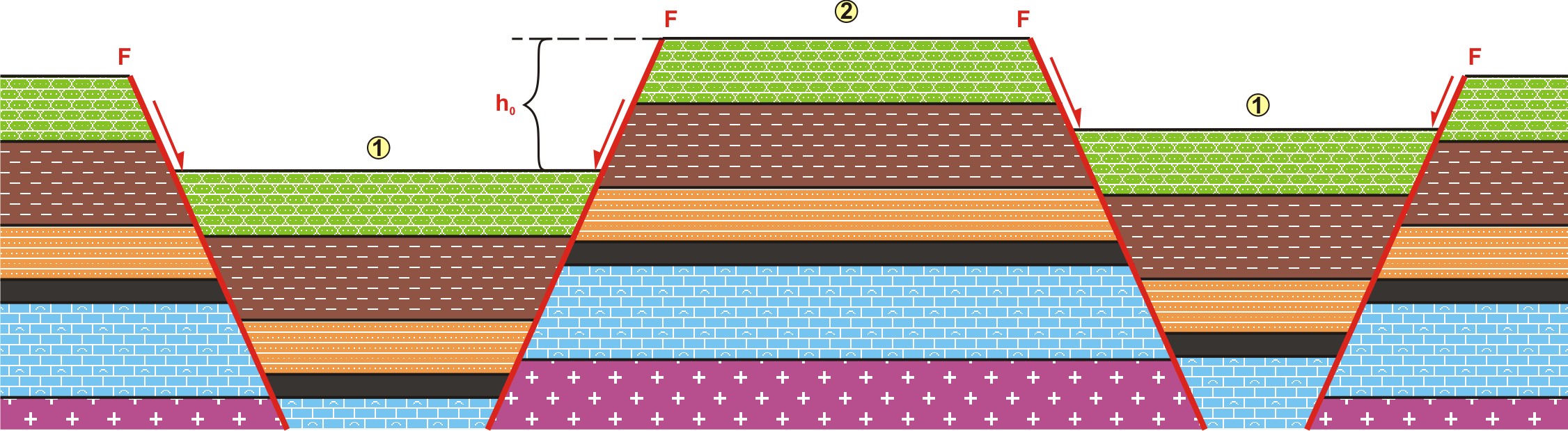
Схематичний геологічний розріз простого горсту. Цифри: 1 — грабени; 2 — горст

Го́рст (від нім. Horst — гніздо) — у фізичній географії та геології горст — тектонічна форма порушення залягання гірських порід, різко піднята над навколишньою місцевістю по вертикальних або крутопохилих тектонічних розломах (скидах) до декількох сотень і тисяч метрів у висоту, довжиною в тисячі кілометрів при ширині в десятки кілометрів з крутими схилами ділянка земної кори.

## Етимологія та історія
Слово Horst німецькою означає «маса» або «купа» і вперше термін використано в геологічному значенні в 1883 році австрійським геологом Едуардом Зюссом (1831–1914) у книзі «Обличчя Землі».

## Загальний опис
Горст є переважно видовженою, відносно піднятою ділянкою земної кори, яка обмежена опущеними по лініях скидами. Горст досягає в поперечнику десятків км. Амплітуда переміщення може скласти декілька тисяч м. Горст зазвичай утворюється внаслідок активного підняття.
Така тектонічна форма трапляється також на поверхні супутників планет.
Горсти зазвичай зустрічаються разом із грабенами. Поки горст піднімається або залишається нерухомим, грабени з обох боків опускаються.  Це часто спричинено силами розтягування, які розривають кору. Горсти можуть обумовлювати утворення плато, гір або хребтів по обидві сторони долини..
Геоморфологічно горсти можуть мати як симетричні, так і асиметричні поперечні перерізи. Якщо звичайні розломи з обох боків мають подібну геометрію і рухаються з однаковою швидкістю, горст, ймовірно, буде симетричним і приблизно плоским зверху. Якщо розломи з обох сторін мають різні швидкості вертикального руху, вершина горста, швидше за все, буде нахилена, а весь профіль буде асиметричним. Ерозія також відіграє важливу роль у тому, наскільки симетричним горст виглядає в поперечному перерізі.
Горсти можуть утворювати структурні нафтові пастки. У багатьох рифтових басейнах по всьому світу переважна більшість виявлених вуглеводнів знаходиться в пастках, пов’язаних з горстами.

## Різновиди
Виділяється кілька видів горстів за низкою ознак:
- За розташуванням щодо порід:
  - Поздовжній горст — простягання горста близьке до простягання гірських порід, що складають його, осі складчастої структури.
  - Поперечний горст — простягання горста приблизно перпендикулярне до простягання порід, осей складок.

- За поверхнею:
  - Похилий (косий, моноклінальний) горст — поверхню горста на всій своїй площі характеризує нахил в один бік.
  - Односторонній горст — похилий горст, обмежений скидами або скидами з одного боку.
  - Клиноподібний горст — звужується донизу.

- За границями:
  - Простий горст — обмежений з кожного боку одним скидом.
  - Складний (ступінчастий) горст — обмежений з однієї або обох сторін серією скидів і який ступінчасто знижується до суміжних опущених ділянок.

- За властивостями порід:
  - Столовий горст — складові породи не зім'яті в складки.
  - Складчастий горст — пласти горста зім'яті в складки.

- За розмірами — від мезо- до макроформ.

## Приклади
- Вогези — гірський хребет невисоких гір на північному сході Франції біля кордону з Німеччиною.
- Середньоконтинентальна рифтова система в Північній Америці відзначена низкою горстів, що простягаються від Верхнього озера до Канзасу.
- Гори Рувензорі в Східно-Африканському рифті — гірське пасмо у Східній та Центральній Африці, на кордоні Уганди і Демократичної Республіки Конго.
- В Україні — Ратнівський горст — геологічна структура на півн.-заході України.